# Basira Paigham
Basira Paigham (Samangán, 1997/98) es una activista afgana por los derechos LGBT.

## Trayectoria
Es originaria de la provincia de Samangán. Se declara lesbiana. Su familia no apoya su sexualidad.
En 2015, comenzó a utilizar las redes sociales de forma anónima para conectarse con otras personas LGBT. En 2016, creó un grupo de Facebook específicamente para personas LGBT. En 2018, Paigham y algunos de sus compañeros activistas organizaron reuniones comunitarias en Kabul, además de organizar apoyo mutuo para la comunidad LGBT. Durante este tiempo, también, bajo seudónimo, habló con grupos internacionales y periodistas sobre su vida como lesbiana que reside en Afganistán. Ganó notoriedad a nivel nacional como activista por los derechos de las mujeres.
En 2020, Paigham fue testigo de un ataque por parte de los talibanes a la oficina de la Dirección Nacional de Seguridad en Samangán.
En 2021, unos días después de que los talibanes tomaran el poder, comenzó a recibir llamadas telefónicas amenazantes de números desconocidos y su apartamento fue registrado. En octubre de ese mismo año obtuvo un visado para entrar en Pakistán y desde allí huyó a Irlanda. Fue reconocida por la BBC como una de las 100 mujeres más influyentes del año. En ese momento vivía en un campo de refugiados irlandés.
Paigham fue el orador principal en la Conferencia Born With Pride 2022 de la Fundación Friedrich Naumann para la Libertad. En 2023, fue nombrada becaria de Derechos y Religión de la ONU de la Comisión Internacional Gay y Lesbiana de Derechos Humanos.